# Laurent Jullier
Laurent Jullier (Laxou, 1960), és un teòric francès del cinema.

## Curs i àrees de recerca
Laurent Jullier és actualment professor d'estudis cinematogràfics a l'IECA (Institut Européen de Cinéma et d’Audiovisuel) de la Universitat de Lorena, director de recerques à l'IRCAV (Institut de Recherches sur le Cinéma et l’Audiovisuel) de la Sorbonne Nouvelle-Paris III, i membre associat d’ARTHEMIS (Advanced Research Team on the History and Epistemology of Film and Moving Image Study, Concordia University, Montréal). En matèria institucional, és membre del CNU 18a Secció Arxivat 2013-04-14 a Wayback Machine. (Arts) i membre del buró de l’AFECCAV (Association Française des Enseignants et des Chercheurs en Cinéma et Audiovisuel).
Les seves línies de recerca se centren en la inversió cognitiva i emocional dels espectadors en les pel·lícules que gaudeixen. En el seu treball s'utilitzen diferents eines, des de l'estètica del cinema, la psicologia cognitiva, la filosofia moral, la sociologia i la pragmàtica per descriure aquesta inversió. Més concretament, aquest treball s'ha ocupat fins ara: dels mitjans estilístics i tècnics utilitzats per aconseguir l'efecte (la banda sonora i les imatges generades per ordinador de superproduccions, moviments de càmera “immersius”); la construcció i recepció de pel·lícules (o sèries de televisió) com a “lliçons de vida”; la circulació dels estereotips de gènere; la cinefília i les raons per estimar certes pel·lícules més que d'altres.

## Publicacions
- Précis d’analyse de la bande-son, Armand Colin, coll. « Cinéma & Audiovisuel », 1995.
- L’écran postmoderne, L’Harmattan, coll. « Champs Visuels », 1997.
- Les images de synthèse. De la technologie à l’esthétique, Nathan, coll. « 128 », 1998.[1]
- L’analyse de séquences, Nathan, coll. « Fac-Cinéma », 2002. Troisième édition refondue, Armand Colin, coll. « Cinéma/Arts visuels », 2011.
- Cinéma & cognition, L’Harmattan, coll. « L’ouverture philosophique », 2002.[2]
- Qu’est-ce qu’un bon film ?, La Dispute, hors coll., 2002. Seconde édition remaniée et actualisée, La Dispute, hors coll., 2012.[3]
- Hollywood et la difficulté d'aimer, Stock, coll. « Un ordre d’idées », 2004.[4]
- Star Wars, anatomie d’une saga, Armand Colin coll. Cinéma, 2005. Deuxième édition refondue, Armand Colin, coll. « Cinéma/Arts visuels », 2010.[5]
- Le son au cinéma. Image et son : un mariage de raison, Cahiers du Cinéma, coll. « Petits Cahiers », 2006.[6]
- Abécédaire des Parapluies de Cherbourg, L’Amandier, coll. « Ciné-Création », 2007.[7]
- Interdit aux moins de 18 ans. Morale, sexe et violence au cinéma, Armand Colin, hors coll., 2008.[8]
- Analyser un film. De l’émotion à l’interprétation Arxivat 2016-03-04 a Wayback Machine., Flammarion, coll. Champs, 2012.

### Obres en col·laboració
- Stendhal, le désir de cinéma. Suivi des Privilèges du 10 d’avril du 1840 de Stendhal, amb Guillaume Soulez, Séguier-Archimbaud, coll. « Carré Ciné », 2006.[9]
- Lire les images de cinéma, amb Michel Marie, Larousse, coll. « Comprendre & Reconnaître », 2007. 2a edició revisada i augmentada, 2012.[10]
- La leçon de vie dans le cinéma hollywoodien, amb Jean-Marc Leveratto, Vrin, coll. « Philosophie & cinéma », 2008.
- Analyse d’une œuvre : Casque d’or, avec E. Dufour, Vrin, coll. « Philosophie & cinéma », 2009.[11]
- Les hommes-objets au cinéma, amb Jean-Marc Leveratto, Armand Colin, coll. « Albums », 2009.
- Cinéphiles et cinéphilies. Une histoire de la qualité cinématographique, amb Jean-Marc Leveratto, Armand Colin, coll. « Cinéma/Arts visuels », 2010.[12]
- Les pin-up au cinéma, amb M. Boissonneau, Armand Colin, coll. « Albums », 2010.
- Grey’s Anatomy. Du cœur au care Arxivat 2012-12-11 a Wayback Machine., amb Barbara Laborde, P.U.F., 2012.
- Une brève histoire du cinéma, amb Martin Barnier, Pluriel, 2015.

### Direcció de números de revistes
- Degrés vol. 38, n°142 : « L’expérience du spectateur », amb Jean-Marc Leveratto, Bruxelles, été 2010.
- Corps, n°9 : « Un corps de cinéma », amb Bernard Andrieu, CNRS éd., avril 2011.
- Théorème n° 15 : « Le cinéma en situation », amb Laurent Creton & Raphaëlle Moine, Presses de la Sorbonne Nouvelle, octobre 2012.

### Selecció d’articles d’articles
- « Qu’est-ce qu’un bon film? », Esprit n°268, octobre 2000.
- « Devant les images de l’horreur », Esprit n°290, décembre 2002.
- « JLG/ECM », For ever Godard Arxivat 2013-05-12 a Wayback Machine., M. Temple, J. Williams & M. Witt dir, Black Dog Publishing, Londres 2004.
- « The Sinking of the Self. Freudian Hydraulics », a The Big Blue", The Films of Luc Besson: Master of Spectacle[Enllaç no actiu], Susan Hayward & Phil Powrie dir., Manchester University Press 2006.
- « Représenter la différence des sexes : cinéma hollywoodien-cinéma français », amb Geneviève Sellier, Homme-femme, de quel sexe êtes-vous, dir. Lucille Guitienne & Marlène Prost, P.U.N, 2009.
- « To Cut Or Let Live: The Soundtrack According to Jean-Luc Godard », Sound and Music in Film and Visual Media. A Critical Overview[Enllaç no actiu], Graeme Harper ed., Continuum, London, 2009.
- « De la nécessité de s'entendre sur le degré d’énonciation. La réception de Boulevard de la Mort dans les courriels de l’IMDb », Degrés vol. 38, n° 142, été 2010.
- « Should I See What I Believe? Audiovisual Ostranenie and Evolutionary-Cognitive Film Theory », Ostrannenie, dir. Annie van den Oever, The Key Debate Series, Amsterdam University Press, 2010.[13]
- « Avatar, ou la leçon d’écologie », amb Jean-Marc Leveratto, Poli n°3 : « Le spectacle de l’écologie » Arxivat 2016-03-03 a Wayback Machine., Paris, 2010.
- « Des nouvelles du style postmoderne », Positif n°605-606, juil.-août 2011.
- « Une rétro-ingénierie du regard. L’exemple des voyages de Scrooge »", Cinématismes Arxivat 2016-03-03 a Wayback Machine.. La littérature au prisme du cinéma, J. Nacache & J.-L. Bourget (dir.), coll. Film Cultures, Berne, Peter Lang, 2012.
- « Cinephilia in the Digital Age », amb Jean-Marc Leveratto, Audiences Arxivat 2004-07-13 a Wayback Machine., dir. Ian Christie, The Key Debate Series, Amsterdam University Press, 2012.

### Selecció d’articles en liínia
- Entrevista web «Cinéma & cognition», entrevista amb Bruno Cornellier (Montréal) al web de Cadrage, 2003.
- « Come to Daddy : Aphex Twin & Jean-François Lyotard », Copyright Volume ! hors-série n°1 : Rock & cinéma, 2004, sur Revues.org.
- « Esthétique du cinéma et relations de cause à effet », CiNéMAS vol. 14 n°1 Cinélekta 5, Montréal, 2006.
- « Théories du cinéma et sens commun », CiNéMAS vol. 17 n°2-3 La théorie du cinéma enfin en crise, dir. Roger Odin, Montréal, printemps 2007.
- « Interdisciplinarité et études filmiques : le mariage découragé Arxivat 2012-04-05 a Wayback Machine. », al web Arthemis, Concordia University, 2008.
- Recension du livre de Noël Burch De la beauté des latrines Arxivat 2017-04-20 a Wayback Machine., a La Revue Internationale des Livres et des Idées n° 9, janvier 2009}}.
- « L’esprit, et peut-être même le cerveau... La question psychologique dans la Revue Internationale de Filmologie, 1947-1962 », CiNéMAS vol. 19, n°2-3, Montréal, automne 2009 : La filmologie, de nouveau, dir. Fr. Albera & M. Lefebvre.
- Conferència « Le spectateur remué Arxivat 2016-03-04 a Wayback Machine. », LabEx Expériences artistiques et pratiques scientifiques, Sorbonne Nouvelle, 2011.
- Conferència « Enseigner le cinéma au lycée : plaidoyer pour l'interdisciplinarité », sur le site du ministère de l'Éducation nationale, juin 2012.
- « Introduction à l’esthétique darwinienne », Proteus n°4 : « La place de l’esthétique en philosophie de l’art », dir. B. Trentini, octobre 2012.